# Казас, Жорди
Жорди Казас-Байер (кат. Jordi Casas Bayer; род. 1948, Барселона) — испанский каталонский хоровой дирижёр, «один из наиболее признанных и активных хоровых дирижёров Испании».
Учился в музыкальной школе «Escolania de Montserrat» при монастыре Монсеррат и пел в известном хоре мальчиков этой школы. Основал и на протяжении 15 лет возглавлял хор «Coral Carmina», руководил хоровым курсом Испанского радио и телевидения. В 1988—1998 гг. руководил известным барселонским хоровым коллективом «Каталонский Орфей», а с 1990 г. также и созданным при нём камерным хором. С 1998 г. руководитель Хора автономного сообщества Мадрид.